# Argenteuil
 Denne artikel omhandler den franske by. Opslagsordet har også en anden betydning, se Argenteuil (flertydig).
Argenteuil er en kommune og by i Frankrig beliggende nordvest for Paris departementet Val-d'Oise i regionen Île-de-France. Den er underpræfektur for Arrondissementet Argenteuil og forvaltningssæde for tre kantoner i arrondissementet. Byen ligger på Seinens højre bred og er departementets folkerigeste by, som strækker sig fem kilometer langs Seinen. Oprindeligt har den kun ligget ved flodbredden, men breder sig nu også over de to højdedrag Cormeilles (167 meter) og Sannois (124 meter).
Nabokommuner er: Bezons, Épinay-sur-Seine, Sannois,Saint-Gratien, Cormeilles-en-Parisis, Sartrouville, Enghien-les-Bains, Gennevilliers, Colombes. Argenteuil grænser op til departementerne Hauts-de-Seine, Yvelines og Seine-Saint-Denis.

## Bydele
Argenteuil er opdelt i seks bydele:
- Centrum – Centre ville
- Orgemont – Volembert
- Val Notre-Dame
- Les Coteaux
- Val d'Argent Nord
- Val d'Argent Sud

De har hver sin arkitektoniske, sociale og kulturelle identitet, som adskiller dem fra hinanden.

## Demografi
| 1793  | 1800  | 1806  | 1821  | 1831  | 1836  | 1841  | 1846  | 1851  |
| ----- | ----- | ----- | ----- | ----- | ----- | ----- | ----- | ----- |
| 5 356 | 4 609 | 4 249 | 4 423 | 4 542 | 4 536 | 4 377 | 4 586 | 4 767 |

| 1856  | 1861  | 1866  | 1872  | 1876  | 1881   | 1886   | 1891   | 1896   |
| ----- | ----- | ----- | ----- | ----- | ------ | ------ | ------ | ------ |
| 5 857 | 7 269 | 8 176 | 8 389 | 8 990 | 11 849 | 12 809 | 13 339 | 15 116 |

| 1901   | 1906   | 1911   | 1921   | 1926   | 1931   | 1936   | 1946   | 1954   |
| ------ | ------ | ------ | ------ | ------ | ------ | ------ | ------ | ------ |
| 17 375 | 19 829 | 24 282 | 32 173 | 44 538 | 70 657 | 59 314 | 53 543 | 63 316 |

| 1962                                                              | 1968   | 1975    | 1982   | 1990   | 1999   | 2005    | - | - |
| ----------------------------------------------------------------- | ------ | ------- | ------ | ------ | ------ | ------- | - | - |
| 82 321                                                            | 90 480 | 102 530 | 95 347 | 93 096 | 93 961 | 101 300 | - | - |
| Tal fra og med 1962 er uden dobbelttælling (sans doubles comptes) |        |         |        |        |        |         |   |   |

Opgørelsen fra byens hjemmeside viser disse data: :
- 1250 : 450 habitants
- 1520 : 3 000 habitants
- 1870 : 7 148 habitants
- 1901 : 16 116 habitants
- 1921 : 32 173 habitants
- 1931 : 50 378 habitants
- 1936 : 59 013 habitants
- 1959 : 73 295 habitants
- 1968 : 90 929 habitants
- 1978 : 106 000 habitants
- 1990 : 93 157 habitants
- 1999 : 95 340 habitants

## Borgmestre
Følgende har været borgmestre i Argenteuil:
| - 1790 Jean-Jacques Collas - 1791 Étienne Chevalier - 1792 Antoine David - 1797 Jean-François Lheraut - 1800 Jean-Baptiste Dulong - 1814 Jean Antoine Collas - 1815 Jean Grégoire Collas - 1821 Jean Charles Maingot - 1826 Hyacinthe Bernier - 1831 Isidore Recappee - 1835 Maurice Beringier - 1836 Olivier Dubaut - 1842 Charles Touzelin - 1843 Nicolas Jacques chevalier - 1847 Charles Touzelin - 1847 Nicolas Jacques Chevalier - 1847 Étienne Olivier Chevalier - 1848 Jean-Jacques Collas - 1848 Jacques Isidore Recappee - 1851 Charles Touzelin | - 1865 Louis Eugène aubry - 1870 Louis Taillandier - 1871 François Charpentier - 1878 Gustave Dantier - 1892 Jacques Defresne Bast - 1896 Alfred Labriere - 1900 Jacques Defresne Bast - 1904 Lemoine Riviere - 1912 Jacques Defresne Bast - 1919 Alfred Labriere - 1922 Jean Taillandier - 1925 Léopold Gautherin - 1929 Jean Baptiste Decoman - 1935 Victor Dupouy - 1940 Særlig ordning under den tyske besættelse af Frankrig - 1945 Victor Dupouy - 1977 Robert Montdargent - 1995 Roger Ouvrard - 2001 Georges Mothron |

## Venskabsbyer
Argenteuil har følgende venskabsbyer:
- Dessau, Tyskland
- Clydebank, Skotland
- Alessandria, Italien
- Hunedoara Rumænien